# Uwe Tietz
Uwe Tietz (* 20. November 1947 in Berlin) ist ein deutscher Politiker. Er war in der zweiten Hälfte der 9. Wahlperiode von 1983 bis 1985 Abgeordneter der Alternativen Liste für Demokratie und Umweltschutz (AL) im Abgeordnetenhaus von Berlin.

## Beruf
Nach einer Ausbildung zum Speditionskaufmann von 1963 bis 1965 war Uwe Tietz als kaufmännischer Angestellter in der Industrie tätig. Danach arbeitete er in verschiedenen Berufen: 1969 bis 1970 als Erzieher, danach ein Jahr als Kraftfahrer, von 1971 bis 1975 als Lagerverwalter und bis 1977 als Aufzugsmonteur. Anschließend absolvierte er bis 1979 eine Ausbildung zum Schlosser und war danach als Aufzugs- und Lüftungsmonteur tätig. 1980 machte er sich als Kleinunternehmer (Autovermietung, 1982 Taxi) selbständig.
Heute ist er im Immobiliengeschäft tätig und ist Geschäftsführer der AlpineFinanzGmbH Berlin.

## Politik
Uwe Tietz war seit Anfang der 1970er Jahre aktives Mitglied der maoistischen
Kommunistischen Partei Deutschlands (KPD/AO bzw. KPD), für die er bei der Abgeordnetenhauswahl 1975 im Wahlkreisverband Neukölln auf Listenplatz 2 kandidierte. Wegen seiner politischen Orientierung wurde Uwe Tietz, der Betriebsratsmitglied bei der Firma Krone war, aus der Industriegewerkschaft Metall ausgeschlossen. 1978 trat er der AL bei.
Bei der Abgeordnetenhauswahl 1981 kandidierte Uwe Tietz auf der Bezirksliste Reinickendorf der AL. Am 15. Juni 1983 rückte er für den durch Rotation ausgeschiedenen Abgeordneten Klaus-Jürgen Schmidt ins Abgeordnetenhaus nach, wo er Mitglied des Ausschusses für Bundesangelegenheiten und Gesamtberliner Fragen und zuständig für Kinder- und Jugendhilfe wurde.